# 磷酸镅(III)
磷酸镅(III)是一种无机化合物，化学式为AmPO4。它可由三氯化镅和磷酸二氢钠反应沉淀得到，或由二氧化镅和磷酸氢二铵在高温（1200 °C）反应制得，它以P21/n空间群结晶。